# Râul Ismar
Râul Ismar este un râu din România, afluent al râului Câlniștea. 